# Ariadne Oliver
Pour les articles homonymes, voir Oliver.
Ariadne Oliver est un personnage de fiction créé par la romancière Agatha Christie. Auteure de romans policiers, elle apparaît dans plusieurs romans, généralement aux côtés de son ami Hercule Poirot.

## Biographie fictive
Ariadne Oliver est une auteure de romans policiers à succès, dont l’enquêteur principal est le détective finlandais Sven Hjerson. Elle est décrite comme une femme « agréable, d'âge moyen, belle, mais sans recherche dans sa toilette ». Elle a « de grands yeux, des épaules potelées et une toison de cheveux gris, pour laquelle elle cherche continuellement la coiffure adéquate ». Elle se considère comme une ardente féministe : pour elle, l'intuition féminine surpasse de loin la rationalité censée être l'apanage des hommes, et elle répète souvent qu'avec une femme à sa tête Scotland Yard serait bien plus efficace.
Elle apparaît pour la première fois dans la nouvelle L'Officier en retraite (1932) aux côtés de son ami Parker Pyne, mais voit son rôle très limité.
Elle devient plus connue pour son amitié avec Hercule Poirot (sans intimité, comme dans le cas des rapports Poirot-Hastings). Elle l'aurait rencontré pour la première fois dans un banquet littéraire, mais leur première enquête commune a lieu dans le roman Cartes sur table (1936). Elle assiste Hercule Poirot dans cinq autres romans et se retrouve seule enquêtrice dans une seule histoire, Le Cheval pâle (1961).
Dans la série Hercule Poirot, elle est présentée comme un peu « fofolle », dotée d'une imagination débridée et compliquée, sautant très rapidement aux conclusions (bonnes ou mauvaises), et est fréquemment vue en train de croquer des pommes, voire d'en renverser des sacs entiers par inadvertance.

## Ariadne Oliver et Agatha Christie
Les connaisseurs de l'œuvre d'Agatha Christie s'accordent en général pour dire qu'Ariadne Oliver est une sorte de transposition auto-parodique de la romancière dans l'univers de la fiction, et qu'elle prêterait à son personnage certains traits de caractère qui lui seraient personnels. Les « démêlés » d'Ariadne Oliver avec son détective finlandais seraient ainsi une manière discrète de témoigner de la lassitude qui a pu saisir Agatha Christie face à son détective belge parfois jugé un peu « encombrant ».

## Apparitions
Mrs Oliver apparaît dans une nouvelle et sept romans :

### Nouvelle
- L'Officier en retraite (The Case of the Discontented Soldier, 1932), aux côtés de Parker Pyne

### Romans
- Cartes sur table (Cards on the Table, 1936), aux côtés d'Hercule Poirot, du Superintendant Battle et du Colonel Race
- Mrs McGinty est morte (Mrs McGinty's Dead, 1952)
- Poirot joue le jeu (Dead Man's Folly, 1956)
- Le Cheval pâle (The Pale Horse, 1961), unique roman dans lequel n'apparaît pas Hercule Poirot
- La Troisième Fille (Third Girl, 1966)
- La Fête du potiron ou Le Crime d'Halloween (Hallowe'en Party, 1969)
- Une mémoire d'éléphant (Elephants Can Remember, 1972)

Sans figurer dans le roman Les Pendules (The Clocks, 1963), Ariadne Oliver y est évoquée par les personnages qui ont une conversation sur divers auteurs de romans policiers.

## Adaptations

### Adaptation cinématographique
Tina Fey incarne le personnage dans le film Mystère à Venise (A Haunting in Venice) (2023).

### Adaptations télévisuelles
Lally Bowers
Lally Bowers incarne Ariadne Oliver en 1982 dans le téléfilm Agence matrimoniale constituant un épisode de la série The Agatha Christie Hour.
-  1982 : Agence matrimoniale (The Case of the Discontented Soldier), téléfilm de la série britannique The Agatha Christie Hour, d'après L'Officier en retraite.

Jean Stapleton
Jean Stapleton interprète l'écrivaine Ariadne Oliver en 1987 dans le téléfilm américain Poirot joue le jeu aux côtés de Peter Ustinov en Hercule Poirot.
-  1987 : Poirot joue le jeu (Dead Man's Folly), téléfilm américain initialement diffusé le 8 janvier 1987, d'après Poirot joue le jeu.

Zoë Wanamaker
Zoë Wanamaker joue le rôle d'Ariadne Oliver à partir de 2006 dans la série Hercule Poirot aux côtés de David Suchet dans le rôle-titre.
-  2006-2013 : Hercule Poirot (Agatha Christie's Poirot), série britannique diffusée sur ITV.

### Adaptations radiophoniques
Julia McKenzie
Dans les années 90, Julia McKenzie prête sa voix à Mrs Oliver pour la BBC Radio 4 aux côtés de John Moffatt en Poirot. Julia McKenzie sera plus connue pour son interprétation de Miss Marple de 2009 à 2013 dans la série britannique Miss Marple.